# Milan Dufek
Milan Dufek (6. května 1944 Praha – 17. listopadu 2005 San Andrés, Kolumbie) byl český zpěvák, hudební skladatel, kytarista a flétnista a zakládající člen skupiny Rangers.
Stal se autorem řady úspěšných textů, které již zlidověly. Kromě hudby stál u zrodu Nadace Dětské srdce, která podporuje léčení dětí se srdečními vadami. Pro svou lásku ke sportu byl i sponzorem jednoho z fotbalových týmů na Vysočině.
Milan Dufek tragicky zahynul při potápění v Kolumbii, když se srazil s člunem.